# 2012年亞洲冬季棒球聯盟
2012年亞洲冬季棒球聯盟（英語：Asia Winter Baseball League 2012），是由中華職棒大聯盟所主辦的首屆亞洲冬季棒球聯盟賽事，共有三國分成四隊參賽，分別是中職紅隊、中職白隊、日職聯隊及多明尼加，最終由日職聯隊拿下本屆賽事的總冠軍。

## 賽制
- 比賽時間：2012年11月24日至12月21日。
- 賽事：每隊進行21場比賽，全季共42場例行賽，每場打9局，無延長賽。
- 冠軍賽：於12月22日舉行一場，由例行賽排名前兩名球隊，決定本年度冬季聯盟的冠軍隊伍。

## 各隊登錄球員

### 中職紅隊
總教練：郭建霖
教練團：王金勇、林百亨、廖剛池
投　手：鄭承浩、王豐鑫、陳正達、耿伯軒、黃中辰、王建勛、石孝榮、邱俊瑋、盧劭禹
　　　　吳俊逸、羅國華、郭駿傑、王韋仁、曾保羅、林旺億、單復昇、陳偉建
　　　　葉詠捷、秦裕二、上野啓輔、Marcos Jose Cuesto Benitez、Leonel Medina Espiritu
捕　手：黃鈞聲、許躍騰
內野手：洪臣宇、葉竹軒、蔡明覺、徐睿擇、蘇袁億、陳俊秀、黃淯暟、蔣智賢、蔡森夫
　　　　溫元川、翁克堯、陳弘桂
外野手：謝炫任、蔡建偉、余德龍、李祖岑、陳皓然、高國輝、林家慶、王湘嵐、林政億、簡富智

### 中職白隊
總教練：黃甘霖
教練團：陳威志、沈柏蒼、鄭博壬、余文彬、黃光永、施金典
投　手：買嘉儀、黃志龍、黃俊欽、蔡璟豪、何寬揚、曾秉緯、黃劉清、李金龍、羅政龍、林羿豪、
　　　　曾琮萱、Noel Luis Castillo、Jacobo Meque Florentino
捕　手：林　偉、江子健、方克偉
內野手：周廣勝、黃恩賜、藍少文、李育儒、藍少白、林瑋恩、張　鎧、陳柏丞、陳凱倫、鄧志偉、
　　　　劉育辰
外野手：朱元勤、張宗益、李家駒、張耿維、唐肇廷、林哲瑄、徐育澄

### 多明尼加
總教練：Charly Jose Cano Soriano
教練團：Carlos Valdez、Benjamin Francisco Clemente、Cesar Antonio Padilla、Yan Carlos Rosario Medina、Alexander Silverio
投　手：Yan Carlos Rosario Medina、Alexander Silverio、Juan Antonio Javier Poche、Juan Alexi Bello、Eduardo Gomez Vasquez、
　　　　Raffy Macgyber Mercedes Luis、Juan Adolfo Rojas De La Cruz、Noe Rodriguez Santana、Henry Alexander Perez、
　　　　Julio Cesar Santana Café、Pascual Juan Monico、Dioheban Alberto Jequei Veloz、Juan Alejandro Diaz Arias、
　　　　Manuel Lennin Rivera Garcia、Raudy Julian Ovilsano
捕　手：Pedro Alberto Tavarez Louis、Anderson Yuneiby Mejia Rosa
內野手：Joselito Beltran Nova、Whilkin Castro Mena、Jose Antonio Rogers Santana、Freidderix Ramirez Batista、Kelvin Diaz。
外野手：Junior Payano、Jose Reynaldo Javalera Marte、Wilkin Ruan Chal、Julio Angel Gonzalez Rosario

### 日職聯隊
總教練：大森剛
教練團：石井弘壽、波留敏夫、清水将海、木村龍治、中村豐、筒井壮
投　手：木谷良平、徳山武陽、小川龍也、伊藤和雄、島本浩也、川原弘之、有馬翔、松本竜也、小杉陽太、佐藤祥万
捕　手：山下斐紹、中村悠平、中谷将大、河野元貴
內野手：桑原将志、吉川大幾、山田哲人、脇谷亮太、中井大介、牧原大成
外野手：松本啓二朗、一二三慎太、川上竜平、大田泰示、安田圭祐、井藤真吾、丸毛謙一

## 例行賽成績
| 排名 | 球隊     | 應賽 | 已賽 | 取消 | 勝 | 敗 | 和 | 勝率 |
| 1    | 日職聯隊 | 21   | 20   | 1    | 18 | 2  | 0  | .900 |
| 2    | 中職白隊 | 21   | 21   | 0    | 12 | 9  | 0  | .571 |
| 3    | 中職紅隊 | 21   | 19   | 2    | 8  | 11 | 0  | .421 |
| 4    | 多明尼加 | 21   | 20   | 1    | 2  | 18 | 0  | .100 |

- 編號第24場日職聯隊vs中職紅隊，第38場多明尼加vs中職紅隊，受到下雨與賽程排擠因素而取消。

## 冠軍賽成績
| 中職白隊 | 0 | 0 | 0 | 0 | 0 | 0 | 0 | 0 | 2 | 2 | 4 | 2 |
| 日職聯隊 | 1 | 0 | 0 | 3 | 0 | 0 | 0 | 1 | X | 5 | 9 | 0 |
| 勝投： 小杉陽太 敗投： 曾琮萱 全壘打： 中職白隊：無 日職聯隊：牧原大成（1局，1分） 觀眾人數： 1,088人 比賽時間：3小時01分鐘 比賽總記錄 |   |   |   |   |   |   |   |   |   |   |   |   |

## 最終排名
| 排名 | 隊伍     |
| ---- | -------- |
|      | 日職聯隊 |
|      | 中職白隊 |
|      | 中職紅隊 |
| 4    | 多明尼加 |

## 外部連結
- 2012年亞洲冬季棒球聯盟在台灣棒球維基館上的頁面（繁體中文）
- 亞洲冬季棒球聯盟官方網站（页面存档备份，存于）